# Tasnádi Péter (politikus)
Tasnádi Péter (Pécs, 1956. szeptember 14. – Pécs, 2009. január 27.) magyar politikus, MSZP-s országgyűlési képviselő, Pécs polgármestere 2006-tól haláláig.

## Életrajza
1975-ben érettségizett a pécsi Nagy Lajos Gimnáziumban. 1976 és 1980 között elvégezte a szombathelyi Tanárképző Főiskolát magyar-népművelés szakon, 1987-ben az ELTE Bölcsészettudományi Kar szociológus szakán szerzett diplomát.
1998-tól a Baranya megyei közgyűlés tagja az MSZP színeiben, 2002-től alelnöke. 2007. február 12-én a Baranya megyei területi listáról került be a parlamentbe, a posztjáról lemondott Dr. Tóth Bertalan helyére. Az európai ügyek országgyűlési bizottságának volt a tagja. A 2006-os önkormányzati választáson Pécs polgármestere lett, a Toller László cselekvőképtelensége miatt lelassult Pécs2010 Kulturális Főváros projektet próbálta újra pályára állítani.
2008 májusában jelentette be, hogy daganatos betegségben szenved, amiben 2009. január 27-én hunyt el. Temetésére 2009. február 6-án került sor. Utódja Páva Zsolt lett.

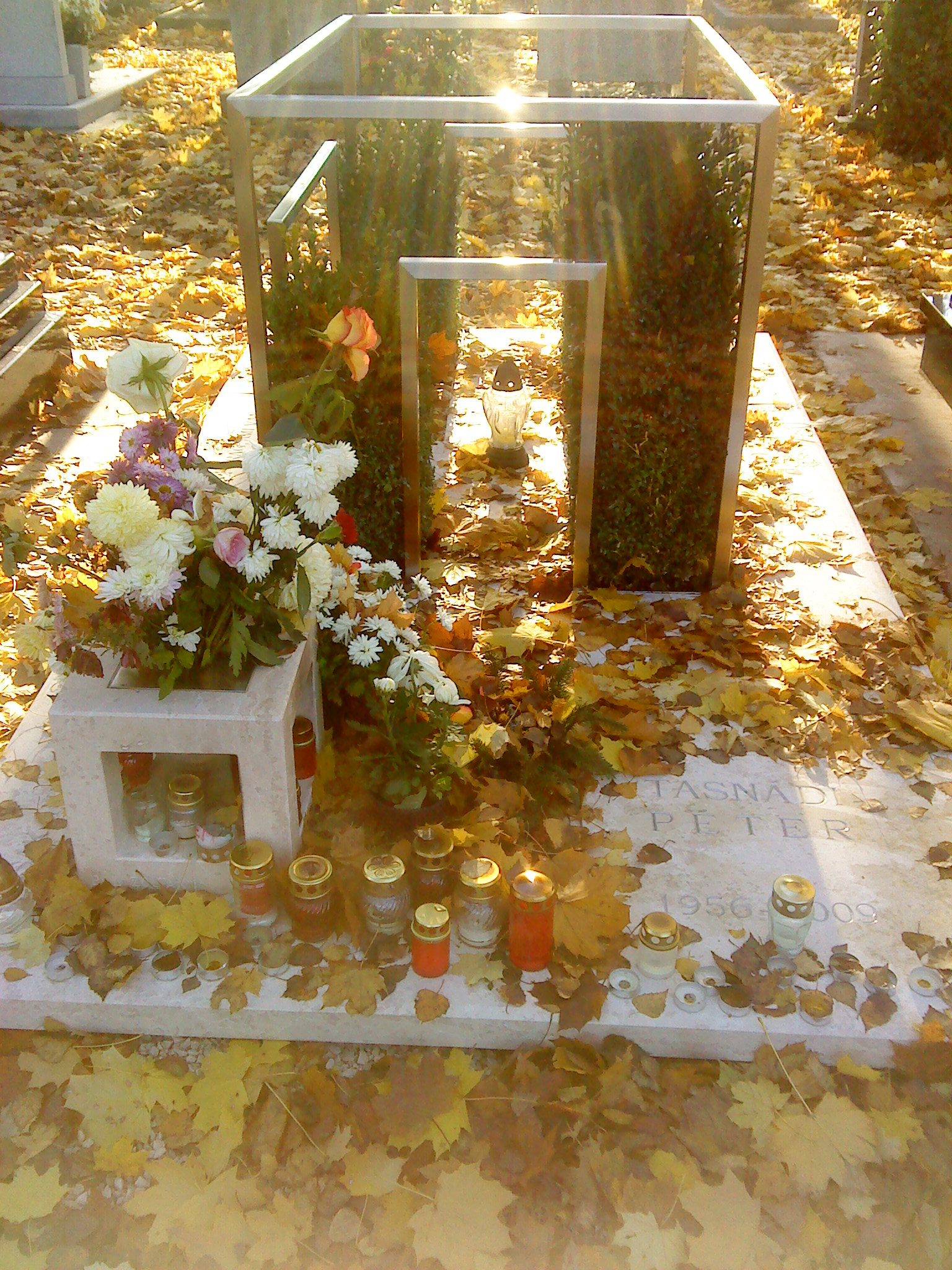
Tasnádi Péter sírja Pécsett

1985-ben Hardy Judittal kötött házasságukból négy gyermekük született: Zsófia (1985-), Bálint (1987-), Anna (1990-) és Katalin  (1995-).